# Sandyville
Sandyville – jednostka osadnicza w Stanach Zjednoczonych, w stanie Ohio, w hrabstwie Tuscarawas.